# Rotschopftangare

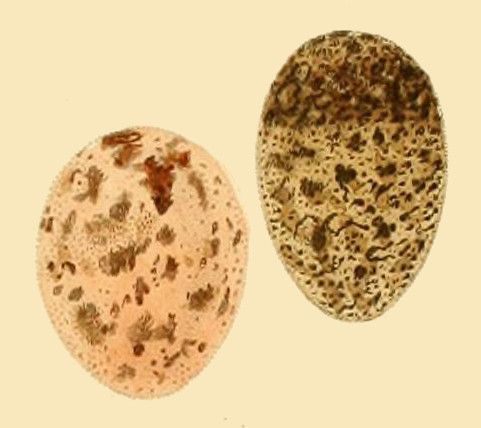
Eier

Die Rotschopftangare (Paroaria coronata) oder Graukardinal ist ein südamerikanischer Singvogel aus der Familie der Tangaren.

## Merkmale
Die 20 cm lange Rotschopftangare ist an Rücken, Flügel und Schwanz grau, an Brust, Bauch und Halsseiten weiß und an Gesicht, Haube und Kehle rot gefärbt.
Wegen seines vielfältigen und melodischen Gesangs ist er ein beliebter Käfigvogel.

## Vorkommen
Der Vogel lebt in offenen Graslandschaften mit vereinzelten Bäumen und Büschen, oft in Wassernähe, in Südwestbrasilien, Nordargentinien, Paraguay, Uruguay und Südostbolivien. Auf Hawaii wurde er eingeführt.

## Verhalten
Die Rotschopftangare ist ein geselliger Vogel, der häufig paarweise oder in kleinen Trupps am Boden nach Samen sucht. Den Ruheplatz nimmt er hoch oben auf einem Baum oder Busch ein.

## Fortpflanzung
Beim Balzritual spreizt das Männchen seine Schwanzfedern und hüpft, mit Futter oder Nistmaterial im Schnabel, um das Weibchen herum. Das schalenförmige Nest aus Wurzeln und Gras wird unten in Büschen oder kleinen Bäumen gebaut. Beide Elterntiere bebrüten drei bis vier Eier etwa zwei Wochen lang. Mit zwei Wochen sind die Jungvögel flügge. Sie werden aber noch eine weitere Woche von den Eltern gefüttert.

## Unterarten
Die Rotschopftangare ist monotypisch.

## Etymologie und Forschungsgeschichte
Die Erstbeschreibung der Rotschopftangare erfolgte 1776 durch John Frederick Miller in Form einer Tafel unter dem wissenschaftlichen Namen Loxia coronata. Zum Verbreitungsgebiet des Typusexemplar nannte er kein Details. Bereits 1832 führte Charles Lucien Jules Laurent Bonaparte die Gattung Paroaria für Fringilla cucullata Vieillot, ein Synonym zur Rotschopftangare ein. In der Tupí-Guaraní-Sprache wurde ein kleiner gelber, roter und grauer Vogel Tiéguacú paroára genannt. Der Artname »coronata« leitet sich vom lateinischen coronatus, coronare, corona für gekrönt, krönen, Krone ab. Alfred Laubmann erwähnte in seinem Werk Die Vögel von Paraguay  eine potentielle Unterart Paroaria cristata schulzei Brodkorb, 1937
, bei der er aber keine größeren Unterschiede zur Nominatform feststellen konnte. Brodkorb benannte die für ihn neue Unterart nach seinem Sammler Alberto Schulze.